# Magdalena (rijeka)
Magdalena (španjolski: Río Magdalena) ili  Rio Grande de la Magdalena je najveća rijeka koja čitavim svojim tijekom teče u Kolumbiji duga 1 497 km.

## Zemljopisne karakteristike
Magdalena izvire na bifurkaciji između Centralnih i Istočnih Kordiljera u Andama. Od izvora teče pravolinijski u smjeru sjevera, sve do svog ušća u Karipsko more kod grada Barranquilla. 
 
Svoje najveće pritoke rijeke San Jorge, Cesar i Caucu prima u močvarnom poplavnom području sjevernih nizina.
Ušće Magdalene mora se stalno jaružati da se omogući plovidba oceanskim brodovima do luke Barranquilla, koja leži samo desetak kilometara od delte. Inače je Magdalena plovna za brodove plićeg gaza sve do grada Neiva, uz prekid kod mjesta Honda, gdje su brzaci.
Magdalena ima slijev velik oko 257 438 km² i prosječni istjek od 7 200 m3/s na svom ušću u Karipsko more. Vode Magdalene bogate su ribom, pa je ona najvažnija zona slatkovodnog ribarstva u Kolumbiji.
Magdalena je bila glavna transportna arterija od vremena španjolske kolonizacije zemlje. Od kolonijalnih vremena do sredine 19. st., roba su provozila jedrenjacima plitkog gaza. Parobrodi su se pojavili od 1822., ali su počeli raditi s profitom tek nakon 1850., od vremena duhanskog buma koji im je osigurao dovoljno rasutog tereta da bi vožnja bila isplativa. Od 20. st. brodski promet po rijeci polako gubi na značenju u borbi s konkurencijom, automobilskim, željezničkim i zrakoplovnim prijevozom.

## Povezane stranice
- Popis najdužih rijeka na svijetu

## Vanjske poveznice
|  | Zajednički poslužitelj ima još gradiva o temi Magdalena (rijeka) |

- Magdalena River (na portalu Encyclopedia Britannica) (engl.)